# Nessebar
Nessebar (em búlgaro:  Несебър, também dita Nesebar ou Nesebur, nome antigo: Mesembria) é uma antiga cidade da Bulgária e a maior cidade de veraneio do Mar Negro, na costa da Bulgária. Chamada constantemente de "Pérola do Mar Negro" e Dubrovnik da Bulgária, Nessebar é uma cidade-museu rica em histórias com mais de três milênios de idade.
É um dos principais destinos turísticos e portuário do Mar Negro, tornando-se uma região extremamente popular, com vários resorts. O maior deles, o Resort Costa do sol, localiza-se imediatamente ao norte de Nessebar.
Nessebar encontrou-se por várias vezes na fronteira de algum império ameaçado, por isso sua rica história. A parte antiga da cidade está situada na península (antigamente uma ilha) ligada ao continente por um istmo estreito feito pelo homem, e isso suporta a evidência de ocupação por uma variedade diferente de civilizações no decorrer de sua existência. A abundância de construções históricas, fizeram com que a UNESCO a incluísse na lista do Patrimônio Mundial em 1983.

## Nome
Habitada na antiguidade pelos trácios e pelos gregos antigos, o seu nome original em trácio era Menebria e Mesembria (em grego clássico: Μεσήμβρια) para os gregos. Este nome ainda permaneceu até a Idade Média.

## História

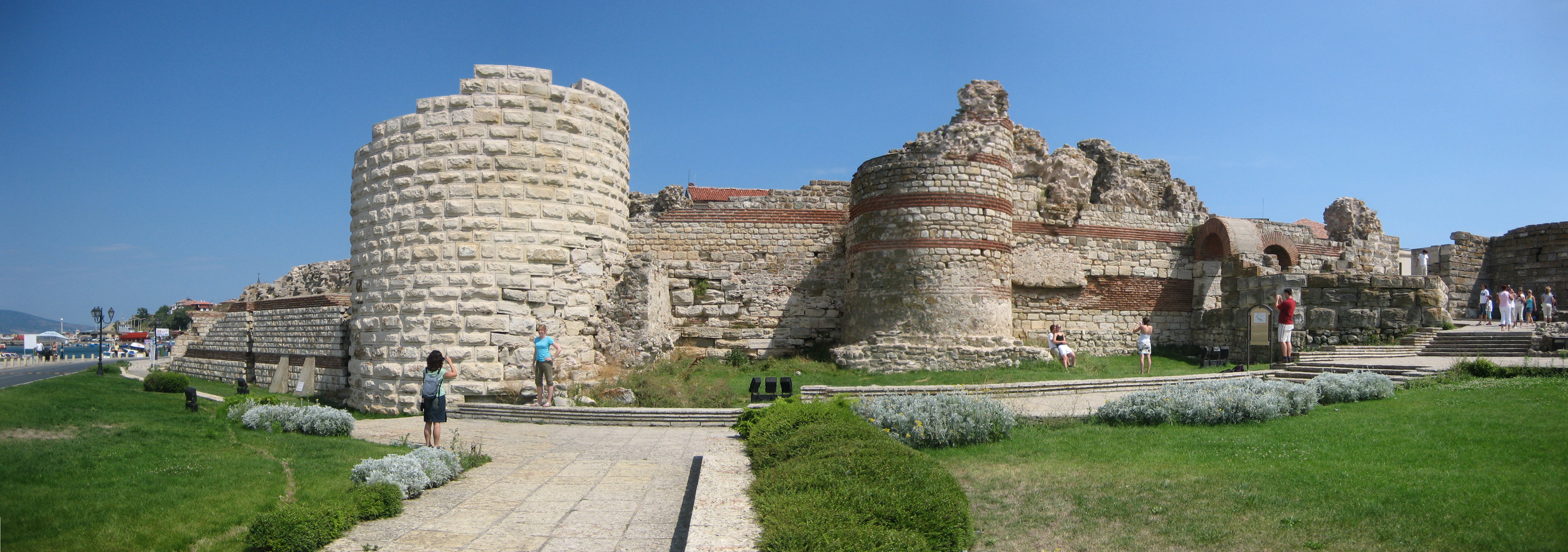
Fortificações na entrada de Nessebar

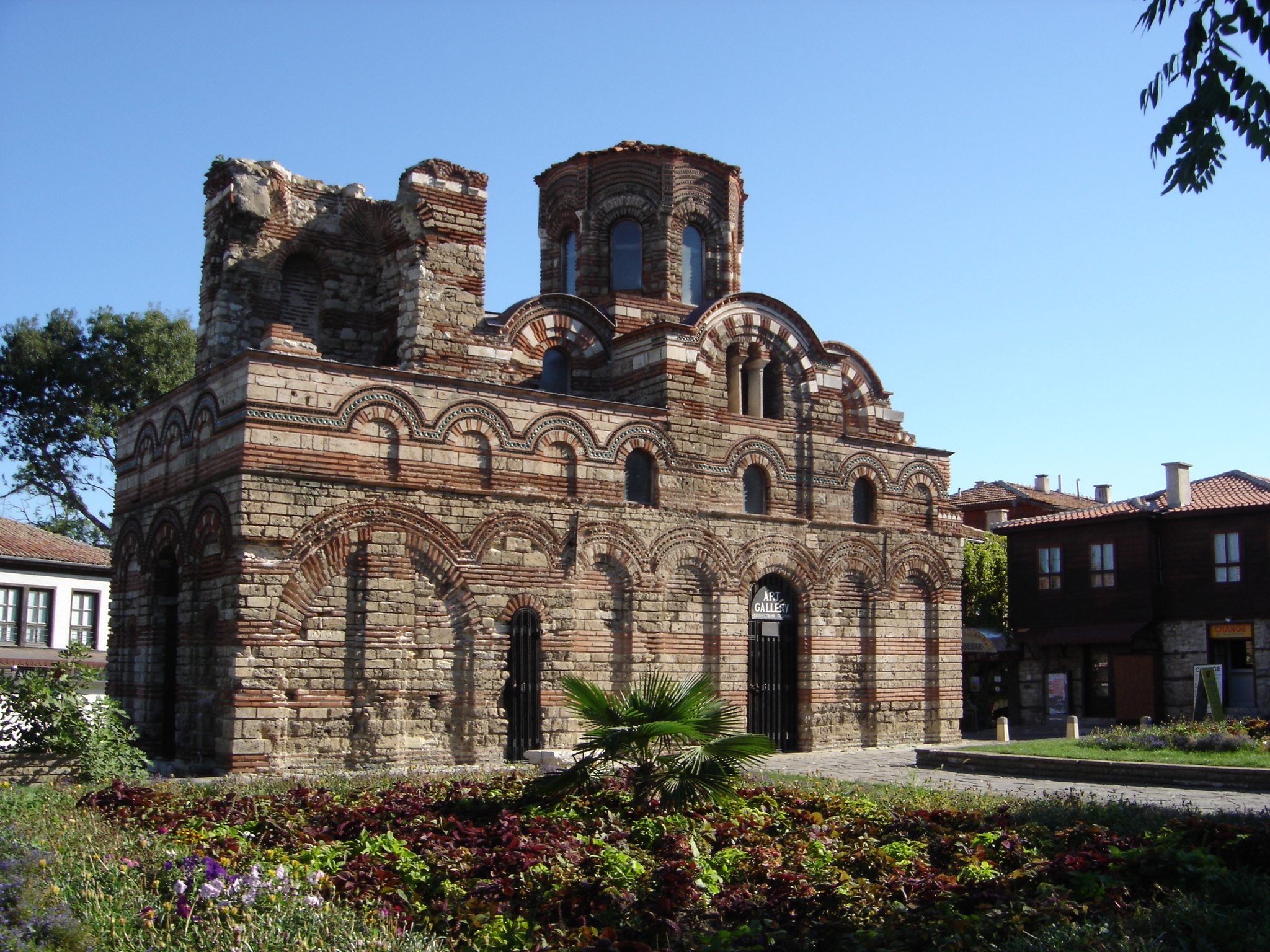
Igreja de Cristo Pantocrator

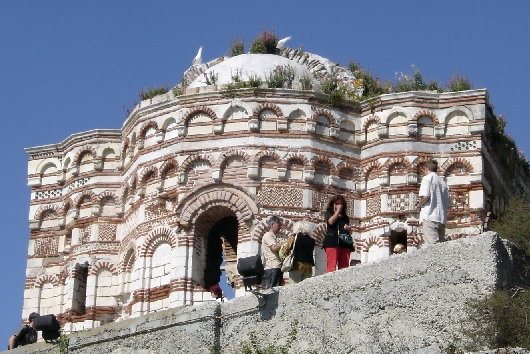
Igreja de São João Aliturgetos

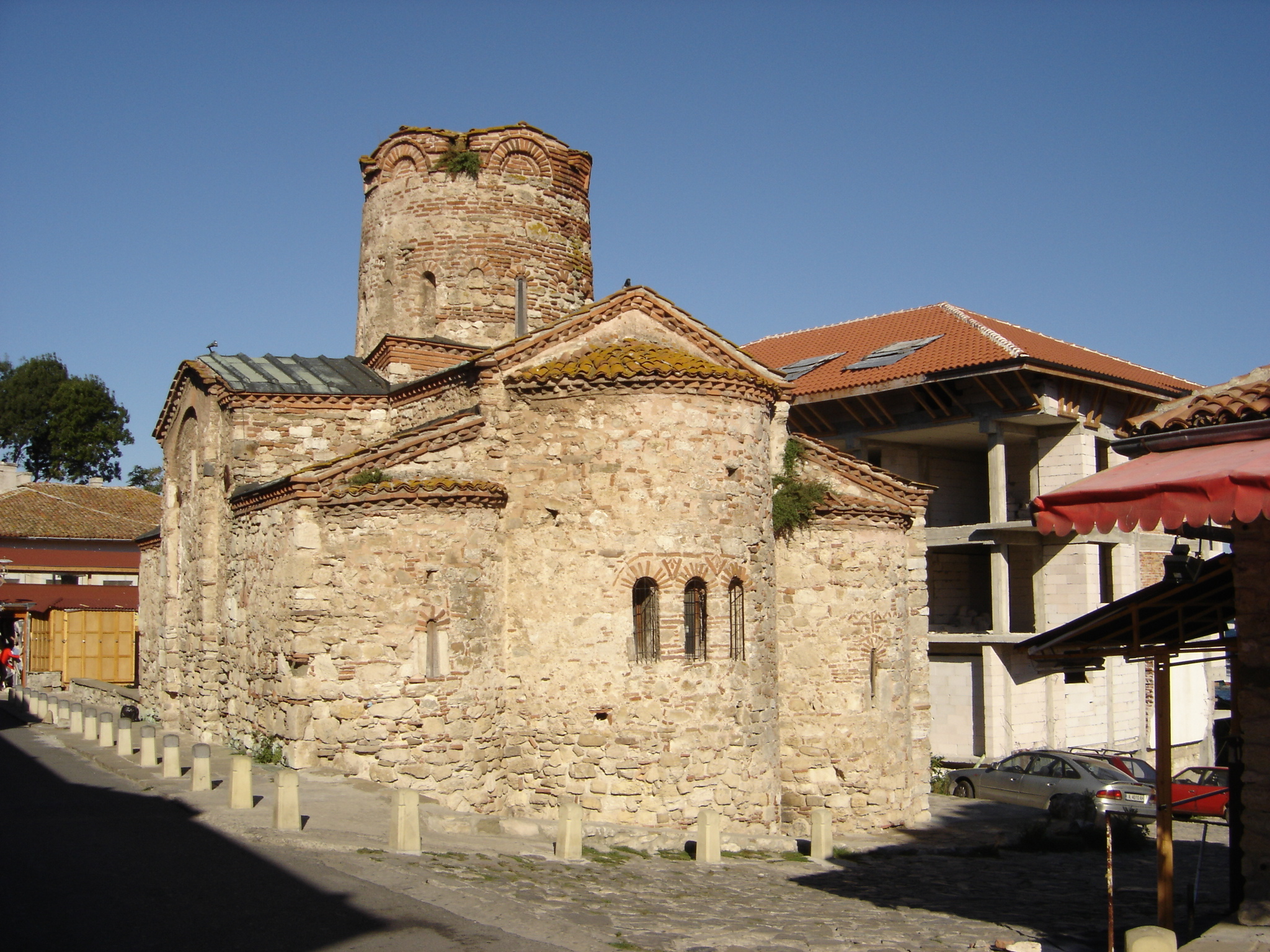
Igreja de João Batista

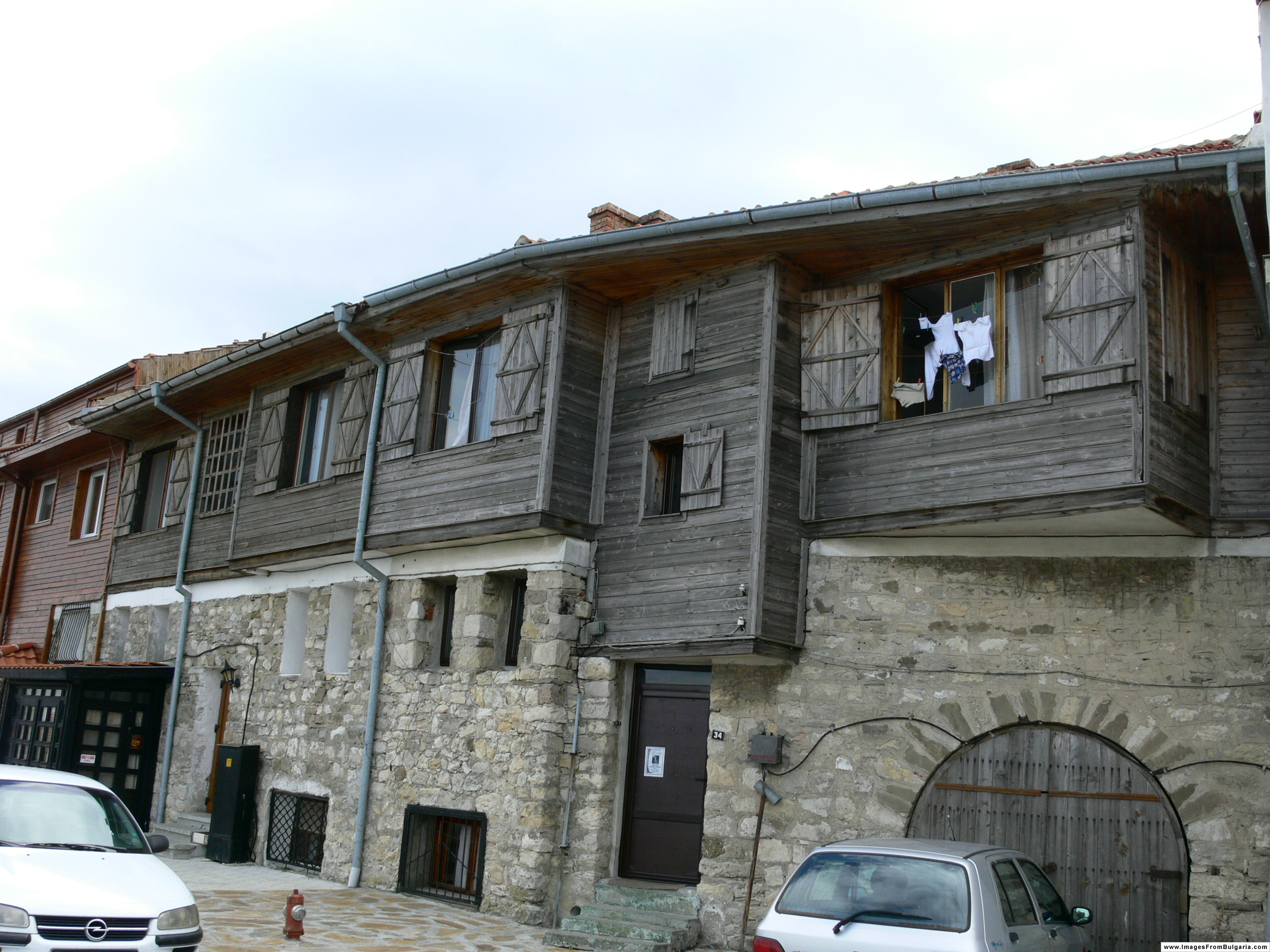
Casas de madeira na península de Nessebar

Originalmente um assentamento trácio conhecido como Menebria, a cidade se tornou uma colônia grega quando invadida pelos dóricos de Mégara, no começo do século VI a.C., e foi um importante centro comercial que rivalizava com Apolônia no Ponto (Sozopol). Permaneceu a única colônia dórica próxima da costa do Mar Negro, como as outras colônias jônicas típicas. Vestígios do período Helenista incluem a acrópole, um templo de Apolo, e uma ágora. Um muro que formava parte das fortificações ainda pode ser visto no lado norte da península. Moedas de bronze e prata eram cunhadas na cidade desde o século V a.C. e de ouro a partir do III a.C.
A cidade foi dominada pelo Império Romano em 71 a.C., mas ainda continuou com alguns privilégios como o direito de cunhar suas próprias moedas. Foi uma das mais importantes fortalezas do Império Bizantino do século V em diante, e foi motivo de diversas lutas entre os bizantinos e os búlgaros, sendo capturada e incorporada às terras do Primeiro Império Búlgaro em 821 pelo cã Crum após um cerco de duas semanas, somente para ser novamente cedida aos bizantinos pelo cnezo Bóris I em 864 e novamente reconquistada por seu filho, o Simeão I, o Grande. Durante o Segundo Império Búlgaro continuou disputada e gozou de um período de prosperidade durante o governo do imperador João Alexandre (r. 1331-1371) até ser conquistada pelos cruzados liderados por Amadeu VI, conde de Saboia, em 1366. A versão búlgara do nome, Nessebar ou Messebar, existe desde o século XI.
Monumentos da Idade Média incluem o Stara Mitropoliya dos séculos V e VI ("Velho Bisfórico", também conhecido como a Igreja de Santa Sofia), uma basílica sem transepto; a Basílica da Santa Mãe de Deus Eleusa (Teótoco Eleusa), do século X; e a Nova Mitropoliya do século XI (o "Novo Bisfórico" ou Igreja de São Estevão) que continuou a ser adornada até o século XVIII. Nos séculos XIII e XIV uma série impressionante de igrejas foi construída:
- Igreja de São Teodoro
- Igreja de São Paraskeva
- Igreja dos Sagrados Arcanjos Miguel e Gabriel
- Igreja de São João Aliturgetos

A tomada da cidade pelo Império Otomano em 1453 marcou o começo do seu declínio, mas a herança arquitetônica permaneceu e foi enriquecida no século XIX com a construção de casas de madeira no estilo típico da costa búlgara do Mar Negro durante este período. No final do século XIX Nesebar era uma cidade pequena de pescadores e vinicultores gregos, mas se desenvolveu por ser um ponto de escoamento para o mar, desde o começo do século XX. Após 1925 uma nova cidade foi construída e a histórica Cidade Velha foi restaurada.

## Igrejas
Nesebar é considerada a cidade com maior número de igrejas per capita. Embora possa ser errado, o número e variedade de igrejas é impressionante. Algumas das mais famosas:
- Igreja de Santa Sofia ou Velho Bisfórico (Stara Mitropoliya) (Séculos V-VI)
- Basílica da Santa Mãe de Deus Eleusa (século VI)
- Igreja de João Batista (século XI)
- Igreja de São Estevão (Nova Mitropoliya)  (século XI, reconstruída no XVIII)
- Igreja de São Teodoro  (século XIII)
- Igreja de São Paraskeva  (Séculos XIII-XIV)
- Igreja dos Santos Arcanjos Miguel e Gabriel  (Séculos XIII-XIV)
- Igreja de Cristo Pantocrator (século XIV)
- Igreja de São João Aliturgetos (século XIV)
- Igreja de São Spas (século XVII)
- Igreja de São Clemente (século XVII)

As igrejas de Nesebar representam a rica herança cultural do Leste Ortodoxo e ilustram o desenvolvimento gradual das basílicas cristãs do Início do Cristianismo até as igrejas em formato de cruz da Era Medieval.

## Honraria
A Fenda Nesebar na Ilha Livingston, Shetland do Sul, Antártica recebram o nome em homenagem à cidade.

## Galeria

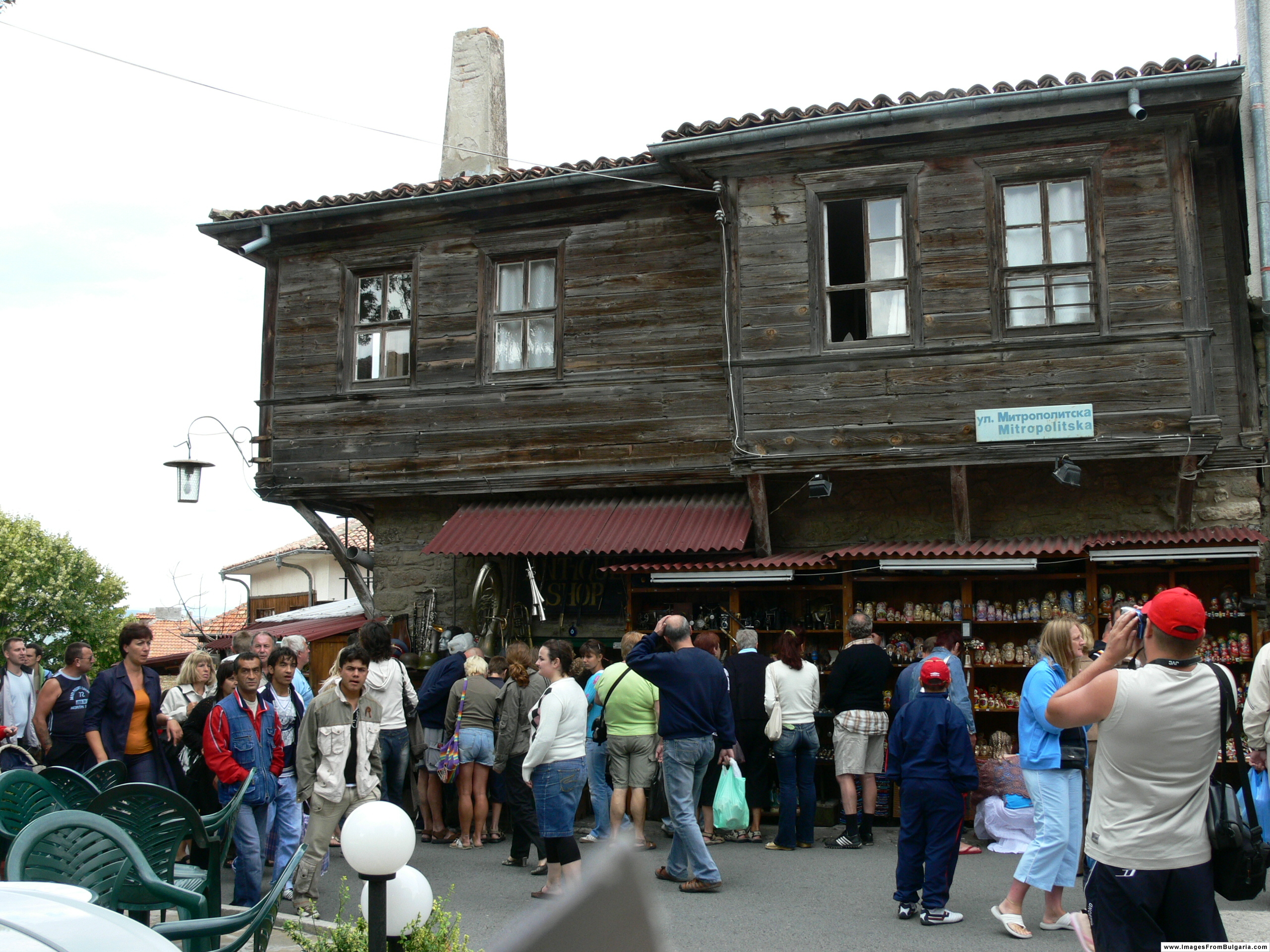
Casa tradicional de madeira
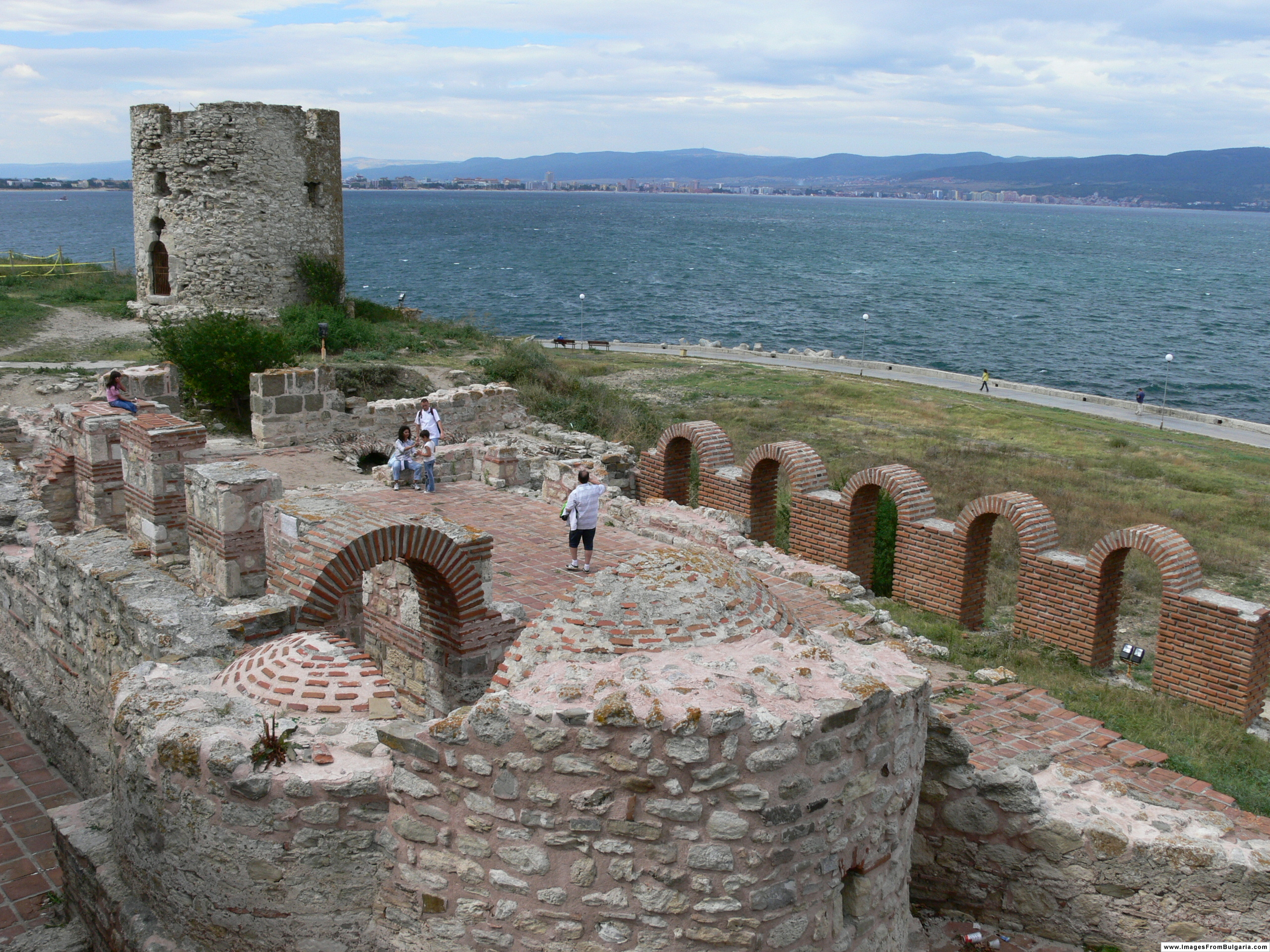
Ruínas da Basílica  da Santa Mãe Eleusa
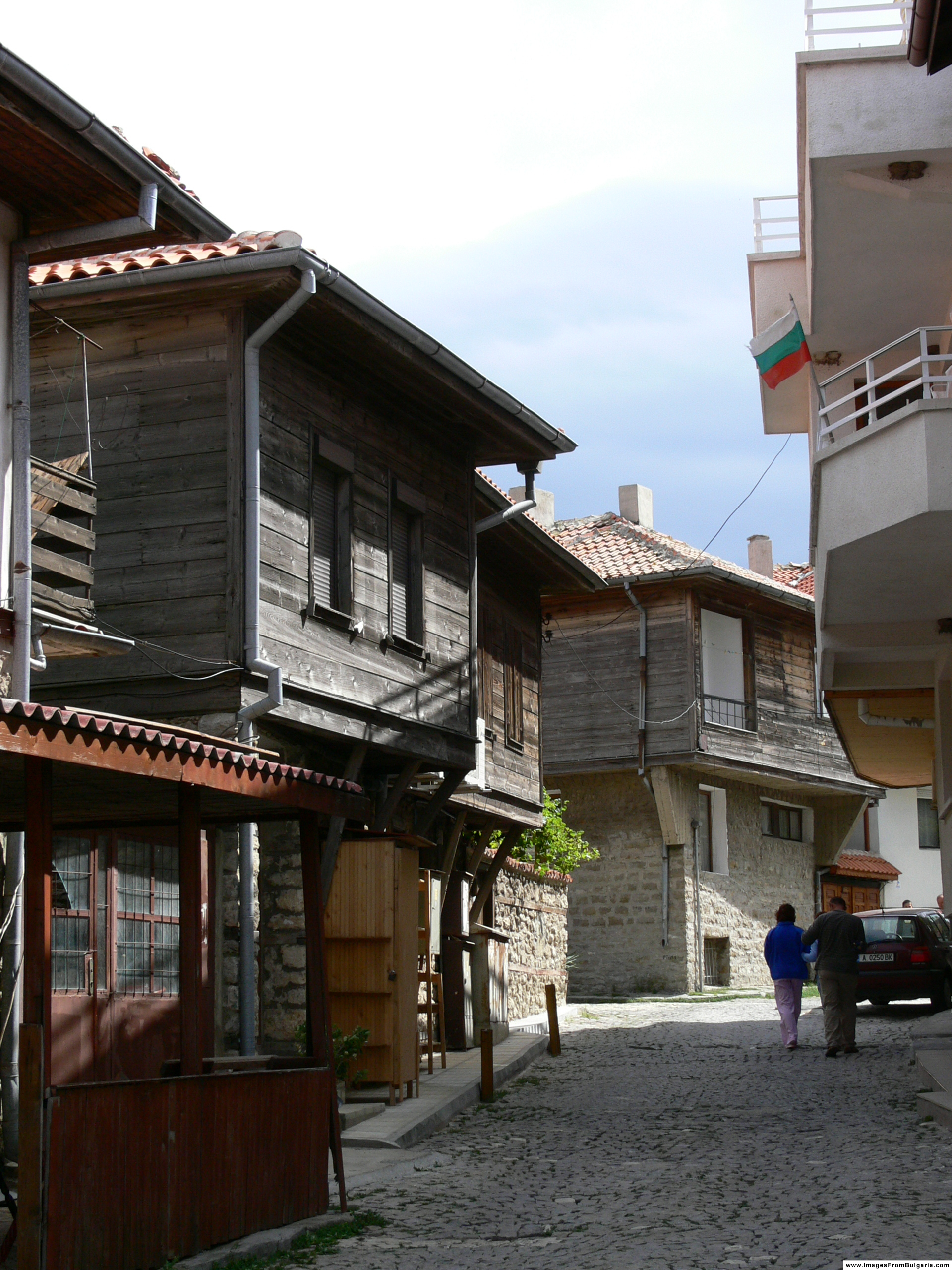
Casas de madeira
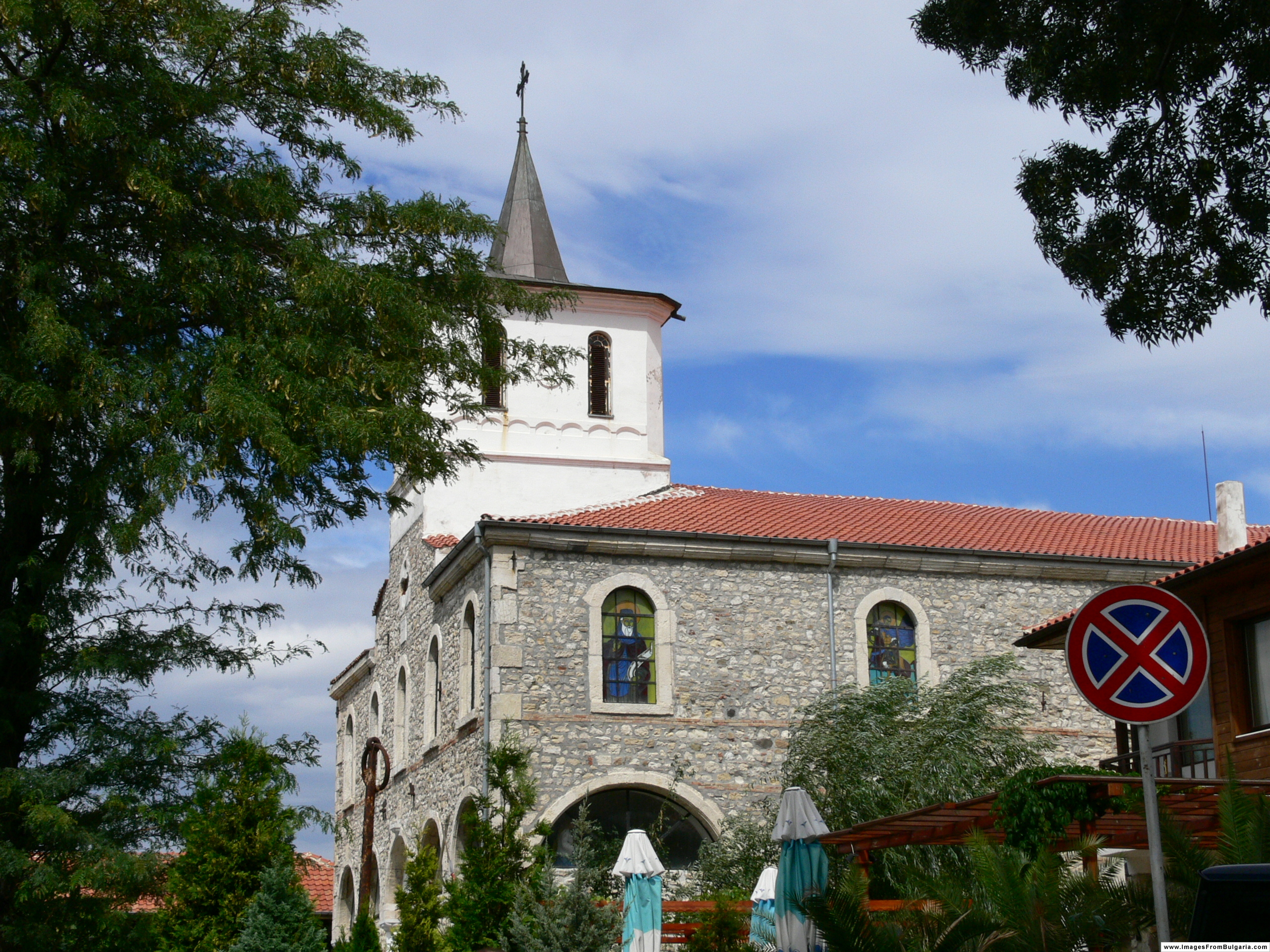
Igreja nova (século XIX)
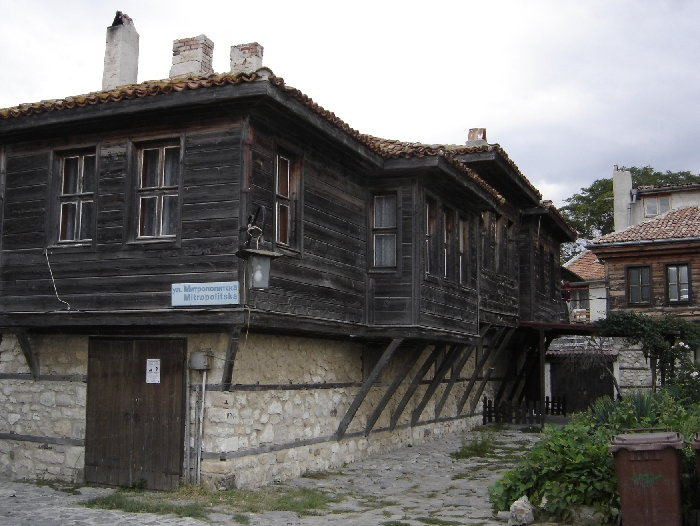
Casa de madeira
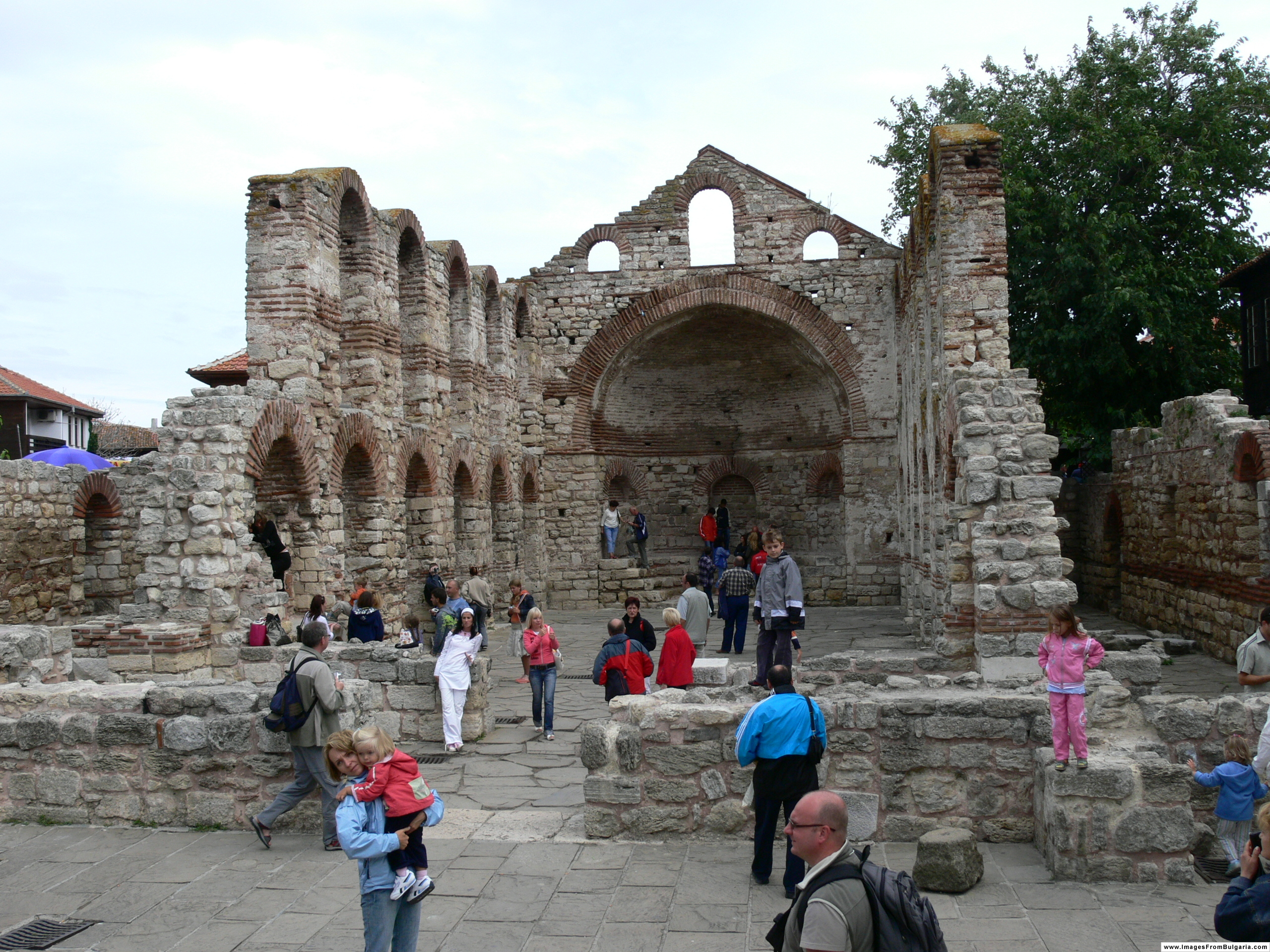
O velho Bisófrico
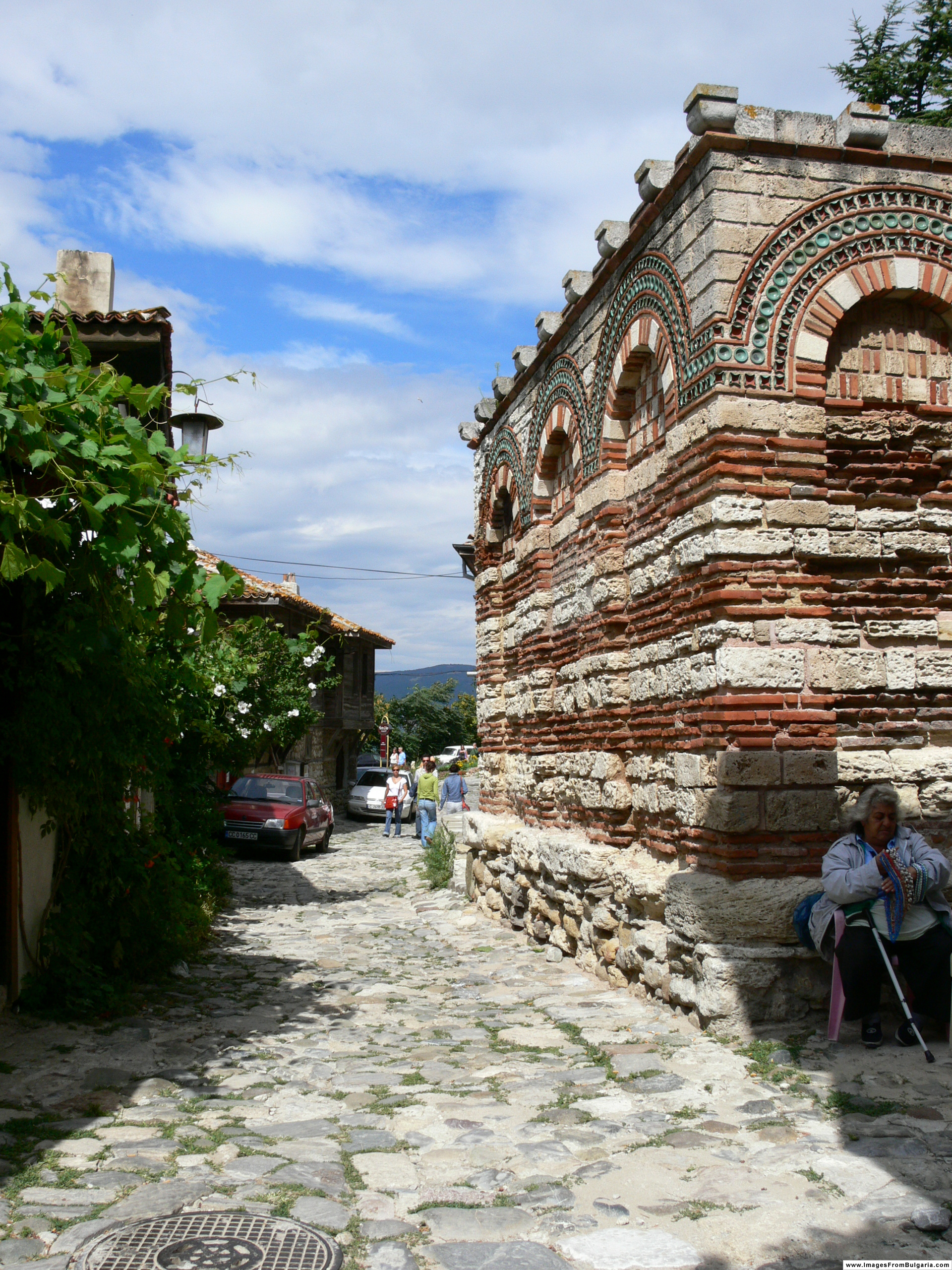
Muro da Igreja dos Santos Arcanjos Miguel e Gabriel
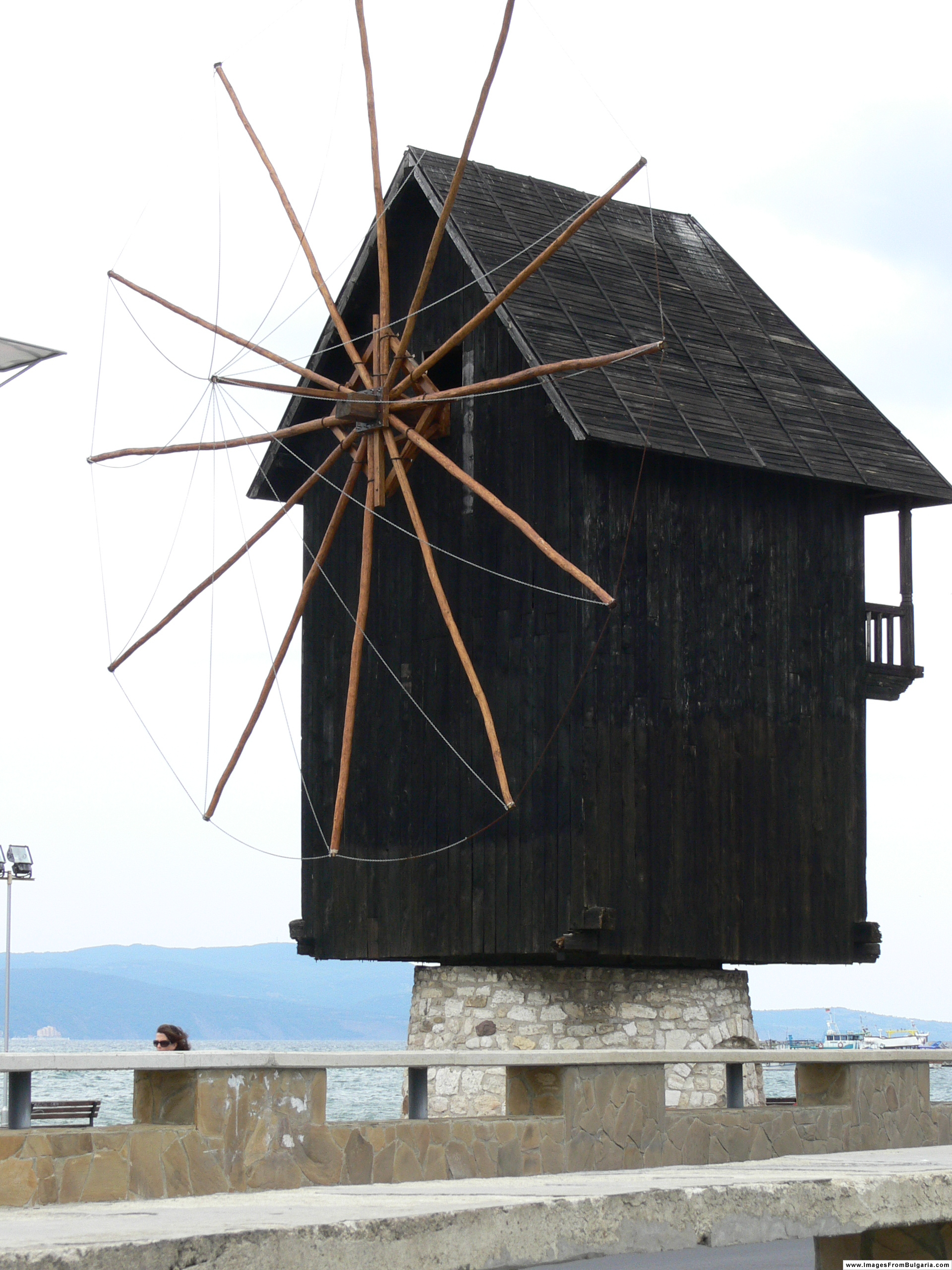
Moinho do século XVIII